# Rob (nome)
Rob  è un nome proprio di persona inglese e olandese maschile.

## Varianti
- Inglese: Robbie[1], Robby[1], Bob[1], Bobbie[1], Bobby[1]
  - Femminili: Robbie[1], Bobbi[1], Bobbie[1]
- Olandese: Bob[1], Robbe [1]

### Varianti in altre lingue
- Scozzese: Rab[1], Rabbie[1]

## Origine e diffusione
Si tratta di un ipocoristico del nome Robert. La forma Bob è l'ultima nata di tutta una serie di abbreviazioni medievali analoghe, come Dob, Nob e Hob.

## Onomastico
L'onomastico si festeggia lo stesso giorno del nome Roberto.

## Persone

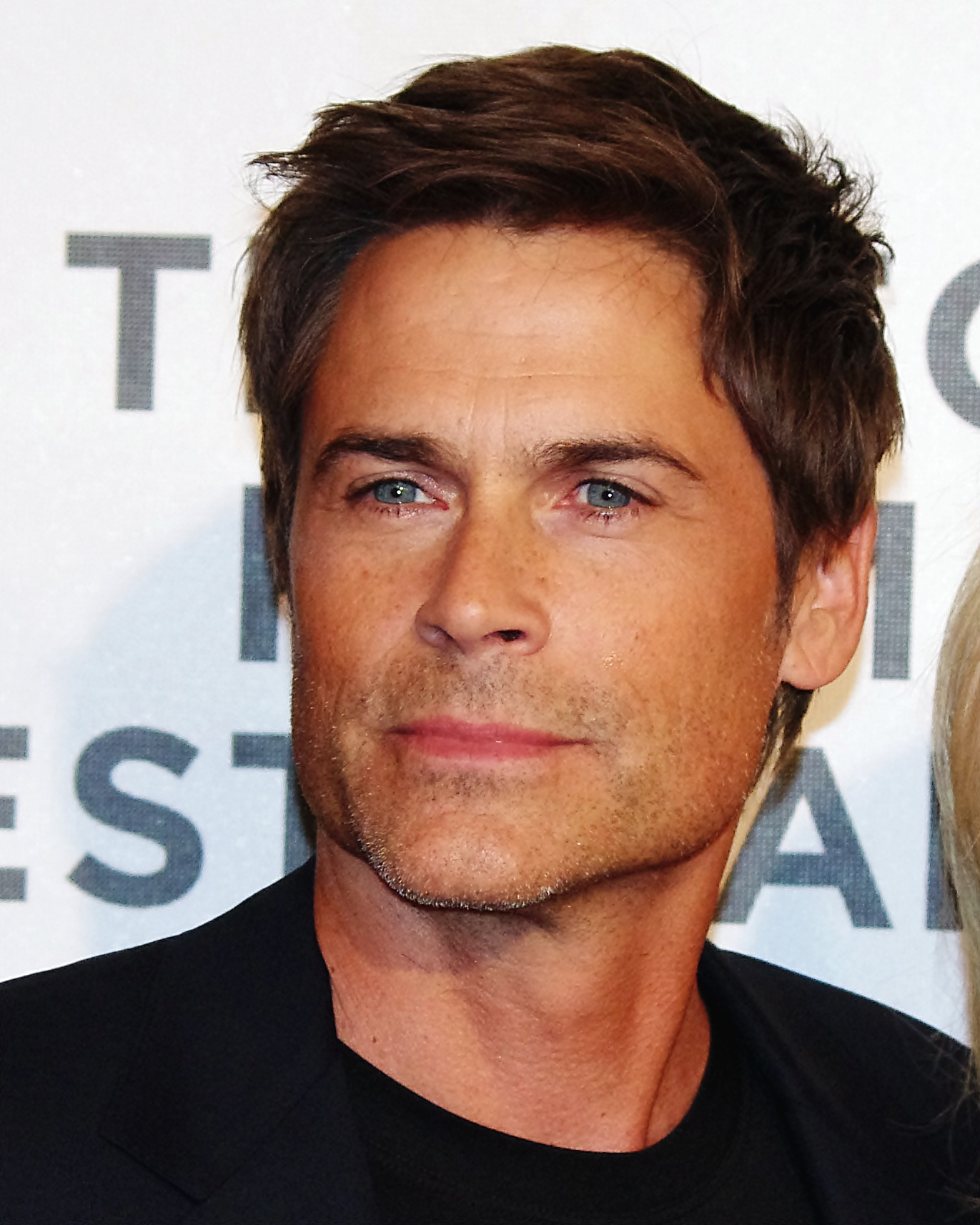
Rob Lowe

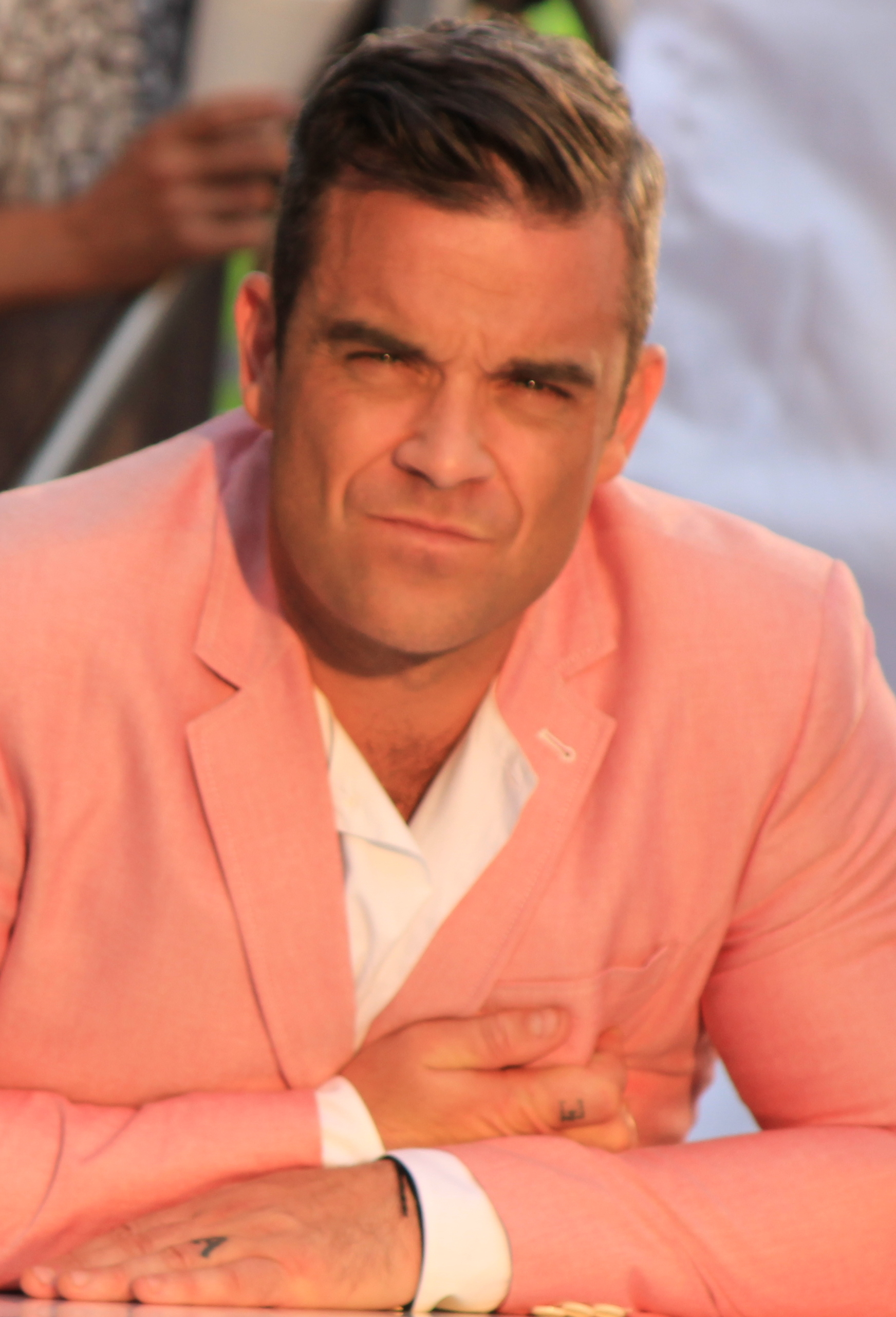
Robbie Williams

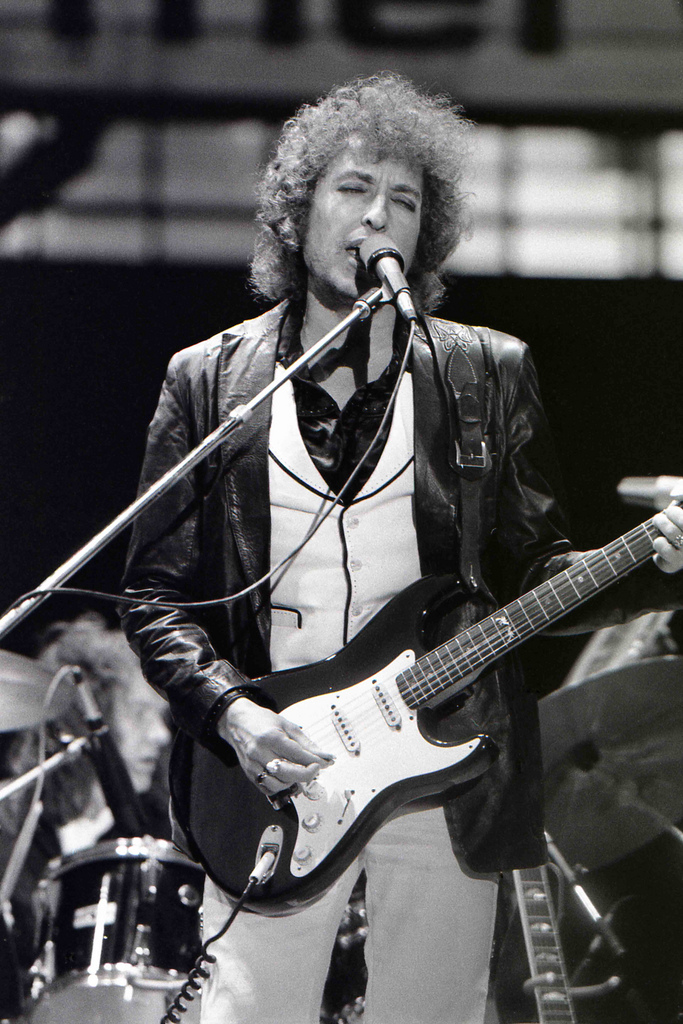
Bob Dylan

- Rob Cavallo, produttore discografico statunitense
- Rob Dyrdek, skater, attore e produttore cinematografico statunitense
- Rob Gronkowski, giocatore di football americano statunitense
- Rob Hubbard, compositore britannico
- Rob Kardashian, personaggio televisivo e manager statunitense
- Rob Lowe, attore statunitense
- Rob Reiner, regista, attore, produttore cinematografico e scrittore statunitense
- Rob Ruijgh, ciclista su strada olandese
- Rob van der Loo, bassista e compositore olandese
- Rob Zombie, cantante, regista e attore statunitense

### Variante Robbie
- Robbie Amell, attore canadese
- Robbie Coltrane, attore britannico
- Robbie Deans, rugbista a 15 e allenatore di rugby neozelandese
- Robbie Kay, attore britannico
- Robbie Keane, calciatore irlandese
- Robbie McEwen, ciclista su strada australiano
- Robbie Robertson, chitarrista, cantante e compositore canadese
- Robbie Williams, cantautore, musicista e attore britannico

### Variante Bob
- Bob Dylan, cantautore e compositore statunitense
- Bob Geldof, cantante, attore e attivista irlandese
- Bob Hoskins, attore e regista britannico
- Bob Marley, cantautore, chitarrista e attivista giamaicano
- Bob Odenkirk,  attore, comico, sceneggiatore, regista e produttore televisivo statunitense
- Bob Sinclar, produttore discografico e disc jockey francese

### Variante Bobby
- Bobby Brown, cantante, compositore, attore e ballerino statunitense
- Bobby Charlton, calciatore , dirigente sportivo e allenatore di calcio britannico
- Bobby Fischer, scacchista statunitense naturalizzato islandese
- Bobby McFerrin, cantante statunitense
- Bobby Sands, attivista e politico nordirlandese
- Bobby Solo, cantautore italiano

### Altre varianti maschili
- Robby Krieger, chitarrista statunitense

### Varianti femminili
- Bobbie Heine, tennista sudafricana
- Bobbie Gentry, cantante statunitense

## Il nome nelle arti
- Robbie Rancido (in lingua originale Glanni Glæpur) è un personaggio della serie televisiva per bambini islandese Lazy Town.